# Caronno Varesino
Caronno Varesino (lombardul: Carònn) település Olaszországban, Varese megyében. Lakosainak száma 4784 fő (2023. január 1.). Caronno Varesino Albizzate, Carnago, Castiglione Olona, Castronno, Gornate-Olona, Morazzone és Solbiate Arno községekkel határos.

## Népesség
A település népességének változása:
| Lakosok száma | 4910 | 4860 | 4784 |
|               | 2017 | 2018 | 2023 |